# Liste der Einträge im National Register of Historic Places im Conway County
Die Liste der Registered Historic Places im Conway County führt alle Bauwerke und historischen Stätten im Conway County in Arkansas auf, die in das National Register of Historic Places aufgenommen wurden.

## Aktuelle Einträge
| Lfd. Nr. | Name                                                               | Bild | Datum der Eintragung | Adresse/Lage | Ort                      | ID-Nr.    | Beschreibung |
| -------- | ------------------------------------------------------------------ | ---- | -------------------- | --- | ------------------------ | --------- | ------------ |
| 1        | Arkansas Christian College Administration Building                 |      | 22. Jan. 2014        | 100 W. Harding St. | Morrilton                | 13001101  |              |
| 2        | Aycock House                                                       |      | 13. Mai 1976         | 410 W. Church St. | Morrilton                | 76000397  |              |
| 3        | Bold Pilgrim Cemetery                                              |      | 18. Sep. 2018        | Am Ende der Bold Pilgrim Rd., westlich der AR 9 | Umgebung von Morrilton   | 100002947 |              |
| 4        | Cafeteria Building-Cleveland School                                |      | 10. Sep. 1992        | Co. Rd. 511 | Cleveland                | 92001194  |              |
| 5        | Cedar Creek Bridge                                                 |      | 9. Apr. 1990         | Off AR 154, over Cedar Creek at Roosevelt Lake | Petit Jean State Park    | 90000520  |              |
| 6        | Chapel of the Transfiguration                                      |      | 18. Jan. 2022        | Am Ende der Bold Pilgrim Rd., westlich der AR 9 | Umgebung von Morrilton   | 100007356 |              |
| 7        | Coca-Cola Building                                                 |      | 22. Dez. 1982        | 211 N. Moose | Morrilton                | 82000803  |              |
| 8        | Community Mausoleum, Elmwood Cemetery                              |      | 27. Sep. 2019        | 1148 W. Church St. | Morrilton                | 100004436 |              |
| 9        | Conway County Courthouse                                           |      | 13. Nov. 1989        | Moose St. at Church St. | Morrilton                | 89001960  |              |
| 10       | Conway County Library                                              |      | 15. Apr. 1978        | 101 W. Church St. | Morrilton                | 78000581  |              |
| 11       | Cox House                                                          |      | 22. Okt. 1974        | Bridge St. | Morrilton                | 74000471  |              |
| 12       | Earl Building                                                      |      | 22. Jan. 2009        | 201 N. St. Joseph St. | Morrilton                | 08001336  |              |
| 13       | Elmwood Cemetery Historic Section                                  |      | 27. Sep. 2019        | Westlich der Kreuzung von AR 113 und W. Church St. | Morrilton                | 100004438 |              |
| 14       | First National Bank of Morrilton                                   |      | 22. Dez. 1982        | Main at Moose St. | Morrilton                | 82000804  |              |
| 15       | Grotto, Petit Jean No. 8                                           |      | 4. Mai 1982          | Address Restricted | Oppelo                   | 82002100  |              |
| 16       | Hardison Shelter, Petit Jean No. 3                                 |      | 4. Mai 1982          | Address Restricted | Oppelo                   | 82002101  |              |
| 17       | Highway A-1 Bridge                                                 |      | 11. Jan. 2021        | Old Highway 64 westlich des Hivilies Dr. | Plumerville              | 100006022 |              |
| 18       | I-40 Overpass                                                      |      | 15. Sep. 2021        | Überquerung der Fish lake Rd. über die Interstate 40 | Blackwell                | 100006920 |              |
| 19       | Indian Cave, Petit Jean No. 1                                      |      | 4. Mai 1982          | Address Restricted | Oppelo                   | 82002102  |              |
| 20       | Little Rock to Cantonment Gibson Road-Old Wire Road Segment        |      | 27. März 2008        | Address Restricted | Blackwell                | 07001465  |              |
| 21       | Mellettown United Methodist Church                                 |      | 15. Feb. 2005        | 274 Mallett Town Rd. | Mallet Town              | 05000041  |              |
| 22       | Menifee High School Gymnasium                                      |      | 6. Juni 2002         | Jct. of N. Park St. and E. Mustang St. | Menifee                  | 02000601  |              |
| 23       | Moose Addition Neighborhood Historic District                      |      | 13. Sep. 2013        | Grob begrenzt durch W. Valley St., S. Moose St., Green St., Brown St. und S. Division St.; ebenso grob begrenzt durch S. St. Joseph St., E. Green St., S. Chestnut St., E. Valley St., S. Morrill St. und E. Church St. | Morrilton                | 13000349  |              |
| 24       | Moose House                                                        |      | 22. Okt. 1974        | 711 Green St. | Morrilton                | 74000472  |              |
| 25       | Morrilton Commercial Historic District                             |      | 7. März 2003         | Roughly bounded by E. Railroad, Broadway, N. Division and N. Moose Sts. | Morrilton                | 03000085  |              |
| 26       | Morrilton Post Office                                              |      | 14. Aug. 1998        | 117 N. Division St. | Morrilton                | 98000921  |              |
| 27       | Morrilton Railroad Station                                         |      | 13. Sep. 1977        | Railroad Ave. between Division and Moose Sts. | Morrilton                | 77000249  |              |
| 28       | Museum of Automobiles                                              |      | 31. Mai 2019         | 8 Jones Ln. | Umgebung von Winrock     | 100003990 |              |
| 29       | US 64, Menifee Segment, Old                                        |      | 2. März 2006         | Canal Rd. approx. 0.5 SE of US 64 | Menifee                  | 06000071  |              |
| 30       | Petit Jean No. 4                                                   |      | 4. Mai 1982          | Address Restricted | Oppelo                   | 82002105  |              |
| 31       | Petit Jean No. 5                                                   |      | 4. Mai 1982          | Address Restricted | Oppelo                   | 82002106  |              |
| 32       | Petit Jean No. 6                                                   |      | 4. Mai 1982          | Address Restricted | Oppelo                   | 82002107  |              |
| 33       | Petit Jean No. 7                                                   |      | 4. Mai 1982          | Address Restricted | Oppelo                   | 82002108  |              |
| 34       | Petit Jean No. 9                                                   |      | 4. Mai 1982          | Address Restricted | Oppelo                   | 82002109  |              |
| 35       | Petit Jean No. 10                                                  |      | 4. Mai 1982          | Address Restricted | Oppelo                   | 82002103  |              |
| 36       | Petit Jean No. 11                                                  |      | 4. Mai 1982          | Address Restricted | Oppelo                   | 82002104  |              |
| 37       | Petit Jean State Park-Administration Office                        |      | 28. Mai 1992         | AR 154 E of Bench Mark 914, Petit Jean State Park | Winrock                  | 92000520  |              |
| 38       | Petit Jean State Park-Blue Hole Road District                      |      | 28. Mai 1992         | Blue Hole Rd., Petit Jean State Park | Winrock                  | 92000513  |              |
| 39       | Petit Jean State Park-Cabin No. 1                                  |      | 28. Mai 1992         | Campground access rd., Petit Jean State Park | Winrock                  | 92000523  |              |
| 40       | Petit Jean State Park-Cabin No. 6                                  |      | 28. Mai 1992         | Campground access rd., Petit Jean State Park | Winrock                  | 92000524  |              |
| 41       | Petit Jean State Park-Cabin No. 9                                  |      | 28. Mai 1992         | Campground access rd., Petit Jean State Park | Winrock                  | 92000525  |              |
| 42       | Petit Jean State Park-Cabin No. 16                                 |      | 28. Mai 1992         | Campground access rd., Petit Jean State Park | Winrock                  | 92000522  |              |
| 43       | Petit Jean State Park-Cedar Falls Trail Historic District          |      | 28. Mai 1992         | Adjacent to main access rd., Petit Jean State Park | Winrock                  | 92000514  |              |
| 44       | Petit Jean State Park-Concrete Log Bridge                          |      | 28. Mai 1992         | AR 154 S of Bench Mark 914, Petit Jean State Park | Winrock                  | 92000519  |              |
| 45       | Petit Jean State Park-Culvert No. 1                                |      | 28. Mai 1992         | AR 154, Petit Jean State Park | Winrock                  | 92000518  |              |
| 46       | Petit Jean State Park-Lake Bailey-Roosevelt Lake Historic District |      | 28. Mai 1992         | E and N of AR 154, Petit Jean State Park | Winrock                  | 92000515  |              |
| 47       | Petit Jean State Park-Mather Lodge                                 |      | 28. Mai 1992         | Main access rd., Petit Jean State Park | Winrock                  | 92000521  |              |
| 48       | Petit Jean State Park-Office Headquarters                          |      | 28. Mai 1992         | AR 154, approximately 500 ft. S of Bench Mark 914, Petit Jean State Park | Winrock                  | 92000516  |              |
| 49       | Petit Jean State Park-Water Treatment Building                     |      | 28. Mai 1992         | On dirt access rd. S of jct. with AR 154, approximately 800 ft. E of Bench Mark 914, Petit Jean State Park | Winrock                  | 92000517  |              |
| 50       | Plumerville School Building                                        |      | 10. Sep. 1992        | Arnold St. | Plumerville              | 92001193  |              |
| 51       | Plummer's Station                                                  |      | 11. Aug. 1975        | S of Plummerville on Gap Creek | Plummerville             | 75000378  |              |
| 52       | Point Remove Creek Bridge                                          |      | 27. Sep. 2019        | Old Arkansas Highway 113 über Point Remove Creek | Morrilton                | 100004442 |              |
| 53       | Rockhouse Cave, Petit Jean No. 2                                   |      | 4. Mai 1982          | Address Restricted | Oppelo                   | 82002110  |              |
| 54       | Saint Anthony's Hospital                                           |      | 28. März 1986        | 202 E. Green St. | Morrilton                | 86000581  |              |
| 55       | Seven Hollows-Petit Jean Mountain Site #1                          |      | 20. Sep. 2006        | Address Restricted | Winrock                  | 06000833  |              |
| 56       | Stuckey's (Plumerville)                                            |      | 9. März 2022         | 304 North Springfield St. | Plumerville              | 100007319 |              |
| 57       | Trinity Lutheran Church                                            |      | 13. Dez. 1976        | 7.2 mi. S of Atkins off AR 154 | Atkins                   | 76000396  |              |
| 58       | Union Chapel School and Shop Building                              |      | 26. Jan. 2016        | 298 Union Chapel Rd. & 28 Acker Ln. | Umgebung von Springfield | 15000993  |              |
| 59       | West Church Street Historic District                               |      | 25. Mai 2015         | Grob begrenzt durch S. Morrill St., Valley St., S. Cherokee St. und W. Church St. | Morrilton                | 15000259  |              |
| 60       | W. L. Wood House                                                   |      | 6. Juni 2002         | 709 N. Morrill St. | Morrilton                | 02000604  |              |